# Carling World Open
O Carling World Open foi o último de uma série de torneios de golfe no PGA Tour, patrocinado pela empresa de fabricação de cerveja Carling, com início em 1953.

## Campeões
| Ano                       | Campeão            | Organização                  | Local                      |
| Carling World Open        | Carling World Open | Carling World Open           | Carling World Open         |
| ------------------------- | ------------------ | ---------------------------- | -------------------------- |
| 1967                      | Billy Casper       | Board of Trade Country Club  | Toronto, Canadá            |
| 1966                      | Bruce Devlin       | Royal Birkdale Golf Club     | Southport, Inglaterra      |
| 1965                      | Tony Lema          | Pleasant Valley Country Club | Sutton, Massachusetts      |
| 1964                      | Bobby Nichols      | Oakland Hills Country Club   | Bloomfield Hills, Michigan |
| Carling Open Invitational |                    |                              |                            |
| 1963                      | Não houve torneio  | Não houve torneio            | Não houve torneio          |
| 1962                      | Bo Wininger        | Rio Pinar Country Club       | Orlando, Flórida           |
| 1961                      | Gay Brewer         | Indian Springs Country Club  | Silver Spring, Marilândia  |
| 1960                      | Ernie Vossler      | Fircrest Golf Club           | Tacoma, Washington         |
| 1959                      | Dow Finsterwald    | Seneca Golf Club             | Broadview Heights, Ohio    |
| 1958                      | Julius Boros       | Cherokee Town & Country Club | Atlanta, Geórgia           |
| 1957                      | Paul Harney        | Flint Golf Club              | Flint, Michigan            |
| 1956                      | Dow Finsterwald    | Sunset Country Club          | St. Louis, Missouri        |
| Carling Golf Classic      |                    |                              |                            |
| 1955                      | Doug Ford          | Charles River Country Club   | Newton, Massachusetts      |
| Carling Open              |                    |                              |                            |
| 1954                      | Julius Boros       | Manakiki Country Club        | Willoughby Hills, Ohio     |
| 1953                      | Cary Middlecoff    | Manakiki Country Club        | Willoughby Hills, Ohio     |